# Asfalto (novela)
Asfalto es una novela del escritor argentino Renato Pellegrini publicada en 1964 por Ediciones Tirso de Buenos Aires. Basada en las vivencias autobiográficas del autor relata los padecimientos como migrante interno pobre y homosexual en Buenos Aires. Es la primera novela argentina en la que la homosexualidad es tratada abierta y profundamente, sin patologizar la orientación sexual o culpabilizar a la persona por su orientación. La novela generó un escándalo y fue censurada, mientras que su autor fue condenado a prisión en suspenso por escribirla, sin que hubiera un respuesta social crítica de la censura, ni de la condena. La obra recién sería reeditada en 2004. El prólogo fue escrito por Manuel Mujica Láinez, quien sin embargo no permitió que se individualizara su autoría.

## Trama
La novela relata la historia de Eduardo Ales, un adolescente cordobés que, al quedar libre en su colegio secundario, decide dejar su pueblo y familia para migrar a Buenos Aires, el lugar del asfalto y la indiferencia social. Allí Eduardo entrará en contacto con el submundo gay y los prejuicios homofóbicos, enfrentándose a su orientación sexual e iniciándose en la homosexualidad. 

## Persecución, censura y condena penal
La novela generó un escándalo y fue censurada, mientras que su autor fue condenado por la Corte Suprema a prisión en suspenso por escribirla, sin que hubiera una respuesta social crítica de la censura, ni de la condena.